# 오라클 SOA 스위트
오라클 SOA 스위트(Oracle SOA Suite)는 오라클 퓨전 미들웨어 소프트웨어 제품군의 일부이다.

## 특징
오라클 SOA Suite는 SOA를 개발, 배포, 그리고 SOA를 관리하기 위한 서비스 인프라스트럭처 컴포넌트의 집합이다. 오라클 SOA Suite는 시스템 개발자가 서비스를 구성 관리하고, 서비스들을 복합 애플리케이션 및 비지니스 프로세스들로 재구성할 수 있도록 한다. 오라클 SOA Suite의 hot-pluggable 컴포넌트를 이용하여, 사용자 조직은 기투자된 아키텍처를 대치하지 않으면서도 쉽게 아키텍처를 확장, 진화시킬 수 있다.
오라클은 SOA 스위트 관련 제품 전략, 상세 및 고객 스토리를 http://www.oracle.com/soa 에 배포하고 있다.
2010년 11월 기준으로 오라클은 SOA Suite 11g 릴리즈 1 패치 (11.1.1.3)를 마케팅하고 있다.
2011년 1월 기준으로 오라클은 SOA Suite 11g 릴리즈 1 패치 (11.1.1.4)를 마케팅하고 있다.

## 구성 요소
- 오라클 BPEL 프로세스 매니저
- 오라클 웹 서비스 매니저 - 웹 서비스를 위한 보안 및 모니터링 제품[1][2]
- 오라클 비즈니스 룰즈
- 오라클 비즈니스 액티비티 모니터링
- 오라클 엔터프라이즈 서비스 버스
- 오라클 서비스 레지스트리
- 오라클 J디밸로퍼